# 策林根号战列舰
策林根战列舰是德意志帝国海军所建造的五艘维特尔斯巴赫级前无畏战列舰的三号舰。它于1899年11月开始在基尔的日耳曼尼亚船厂铺设龙骨、1901年6月12日下水，至1902年10月25日投入使用。该舰连同姊妹舰维特尔斯巴赫号、韦廷号、施瓦本号和梅克伦堡号均是由海军上将阿尔弗雷德·冯·提尔皮茨所主导、根据1898年《德国舰队法》建造的首批主力舰。其主炮装备有四门240毫米40倍径速射炮，最高速度为18節（33每小時）。
策林根号的大部分运用生涯都服役于德国活动舰队的第一战列分舰队。在此期间，它主要从事大量的年度训练和对外国进行友好访问。这一时期的训练演习为公海舰队在第一次世界大战中的行动提供了框架。该舰于1910年9月退役，但1912年曾短暂回归训练，并意外撞沉了一艘鱼雷艇。1914年8月一战爆发后，策林根号获重新动员，并被编入第四战列分舰队。它在波罗的海参与有限度的行动，包括1915年8月的里加湾海战，但并未与俄国军队正面交锋。到1915年底，船员短缺和来自英国潜艇的威胁迫使德国海军撤出了像策林根号这样的老式战列舰。结果，它于1917年被降格用作鱼雷训练的靶舰。在1920年代中期，策林根号得到广泛重建并装备成可供无线电操纵的靶舰。它以此身份服役到第二次世界大战后期，直至1944年在戈滕哈芬遭英国轰炸机击沉。撤退的德国人将该舰打捞出水，并移至港湾入口再度凿沉，以此阻塞港口。策林根号最终于1949－1950年间在原地拆解。

## 设计

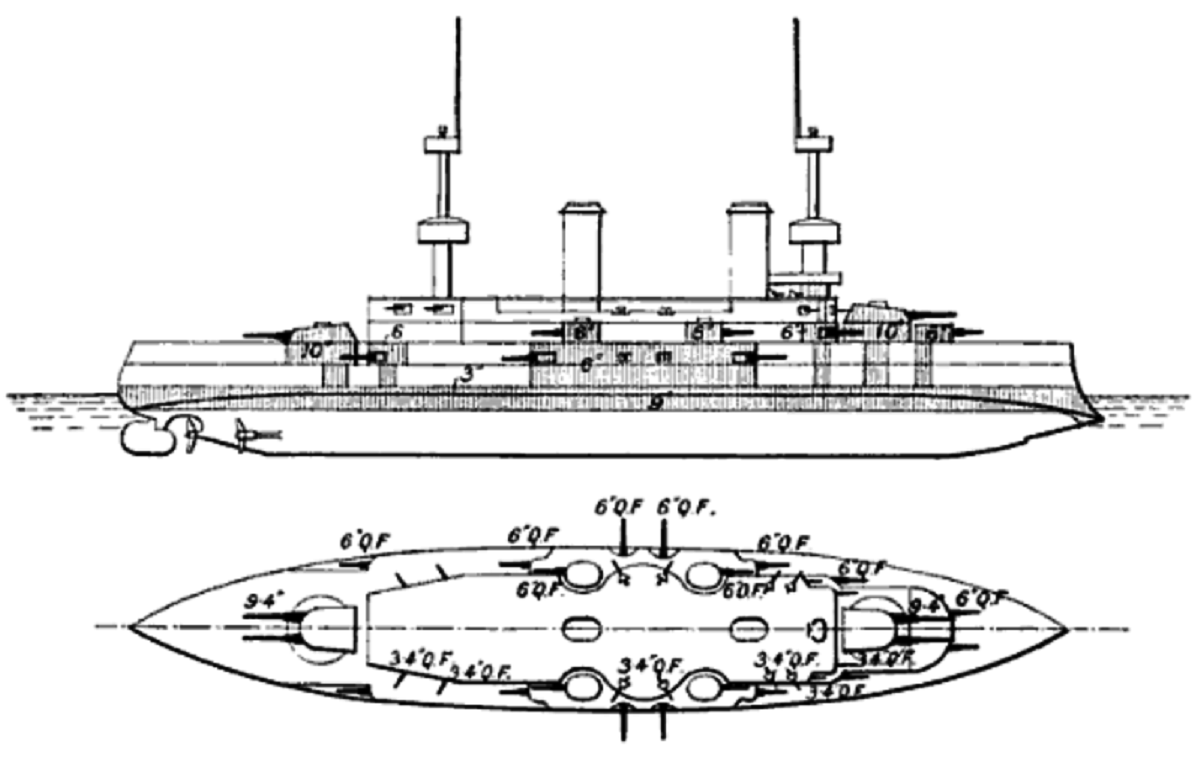
维特尔斯巴赫级线条画

在德意志帝国海军于1889年订购了四艘勃兰登堡级战列舰后，由于受到预算限制、帝国议会反对以及缺乏连贯的舰队规划影响，导致进一步购买战列舰的计划被推迟。在整个1890年代初期和中期，时任国家海军办公室国务秘书的海军中将弗里德里希·冯·霍尔曼一直在争取议会的支持，最终成功获批订购德皇腓特烈三世级的前三艘舰。1897年6月，霍尔曼的职位由海军少将阿尔弗雷德·冯·提尔皮茨接任，后者迅速拟定了第一部《舰队法》并于1898年初获得通过。这部法规确保了德皇腓特烈三世级后两艘舰、以及维特尔斯巴赫级五艘舰——即提尔皮茨任期内首个战列舰船级的建造。维特尔斯巴赫级与德皇腓特烈三世级大体相似，它们装备了同样的武器，但装甲布局更为全面。
策林根号的水线长度和全长分别为125.2米和126.8米，舷宽22.8米，有7.95米的前吃水和8.04米的后吃水。舰只设计的标准排水量为11,774吨，满载排水量可达12,798吨。其推进是通过三台三缸立式三胀蒸汽机以驱动三副螺旋桨来实现。蒸汽由六台筒形和六台水管锅炉供应，全为燃煤式。其主机功率为10,300千瓦特（14,004匹公制馬力），最高速度达18節（33每小時），并能够以10節（19每小時）的速度续航5,000海里（9,300）。船员编制则为30名军官和650名士兵。
策林根号的主炮为四门240毫米40倍径速射炮，它们安装在分居中央舰艛一前一后的两座双联装炮塔内。副炮则包括十八门150毫米40倍径速射炮和十二门88毫米30倍径速射炮。武器套件中还有六具450毫米鱼雷发射管，均布置于舰体水上部分的旋转支架上。策林根号受到克虏伯生产的渗碳装甲保护。其装甲带的中央部分有225毫米厚，以保护弹药舱及轮机舱，而甲板装甲的厚度为50毫米。主炮炮塔则覆裹有250毫米厚的的装甲板。

## 服役历史

### 建成至1904年

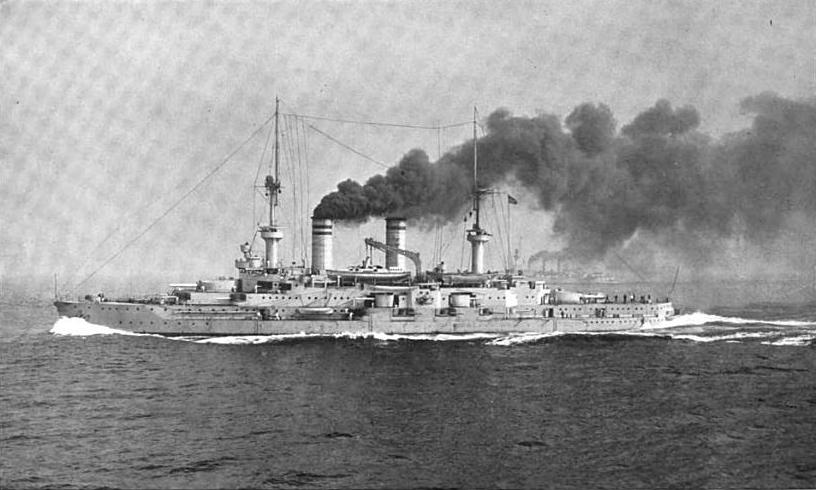
正高速航行的策林根号

策林根号是作为新增编入舰队的单位而以合同代号“E”进行订购。其龙骨自1899年11月21日开始在弗里德里希·克虏伯设于基尔的日耳曼尼亚船厂铺设，至1901年6月6日下水。在下水仪式上，由巴登大公弗里德里希一世作为策林根王朝的首领发表演说，并由其妻子路易丝大公夫人主持为舰只命名。完成舾装后，策林根号于1902年10月25日交付使用，随即投入海试，并一直持续至1903年2月10日。之后，它被分配至活动舰队（Aktive Schlachtflotte）的第一分舰队，以取代勃兰登堡号战列舰的位置。1903年4月2日，分舰队出海，两天后开始炮术训练。这些演练在当月余下的时间里持续进行，期间仅在暴风雨天气时中断。
次月，分舰队开展了一次大规模的训练巡航；包括策林根号在内的相关舰只于5月10日从易北河启程，驶入大西洋。它们向南航行前往西班牙，于5月14日通过韦桑岛，五天后抵达伊比利亚半岛。在那里，这些舰只先是在蓬特韦德拉附近进行了侦察演练，然后于5月20日在维戈抛锚。分舰队于5月30日离开西班牙，至6月3日通过多佛尔海峡并继续向卡特加特海峡进发。在那里，它们与海军少校弗朗茨·冯·希佩尔麾下的第一鱼雷艇区舰队（I Torpedobootsflotille）会合，共同对基尔的防御工事实施模拟攻击。6月下旬，这些舰只参与了额外的炮术训练，并出席基尔赛船周。在基尔周期间，一支由战列舰奇尔沙治号和四艘巡洋舰组成的美国分舰队亦有到访。基尔周结束后，第一分舰队得到新入役的小巡洋舰阿科纳的加强，它们连同第一鱼雷艇区舰队在北海进行了更多的战术和炮术操练，操练从7月6日持续到28日。年度舰队演习于8月15日开始；内容包括在北海进行封锁演练，整个舰队首先巡航至挪威水域，然后于9月初驶至基尔，最后是对基尔实施模拟攻击。演习于9月12日结束。这一年的训练日程则随着11月23日启动前往波罗的海东部的巡航以及12月1日驶入斯卡格拉克海峡的巡航而结束。
1904年1月11日至21日，策林根号随分舰队余部参加了在斯卡格拉克海峡进行的操练。进一步的分舰队操练于3月18日至27日进行，之后是5月在北海展开的一次大型舰队演练。7月，第一分舰队和第一侦察集群出访英国，期间于7月10日在普利茅斯作停留。德国舰群于7月13日启程前往荷兰；其中第一分舰队于次日锚泊在弗利辛恩。在那里，荷兰女王威廉明娜检阅了这些舰只。第一分舰队在弗利辛恩停留直至7月20日，然后与舰队余部共同前往北海北部进行巡航。该分舰队于7月29日系泊在挪威的莫尔德，其它部队则分别去往其它港口。舰队于8月6日重新集结并返回基尔，至8月12日在当地对港口实施了模拟攻击。在北海巡航期间，舰队进行了大规模的无线电报试验，以及夜间用于通信和识别信号的探照灯试验。返回基尔后，舰队立即开始为8月29日在波罗的海举行的秋季演习做准备。9月3日，舰队转移到北海，在那里展开了一次大型的登陆行动；之后，这些舰只将参加演习的陆军第九军的地面部队带到阿尔托纳，为德皇威廉二世举行阅兵式。9月6日，德皇在黑尔戈兰岛外围单独对这些舰只进行了检阅。三天后，舰队经由威廉皇帝运河返回波罗的海，与第九军和近卫军展开了进一步的联合登陆演习。演习于9月15日结束。

### 1905－1914年

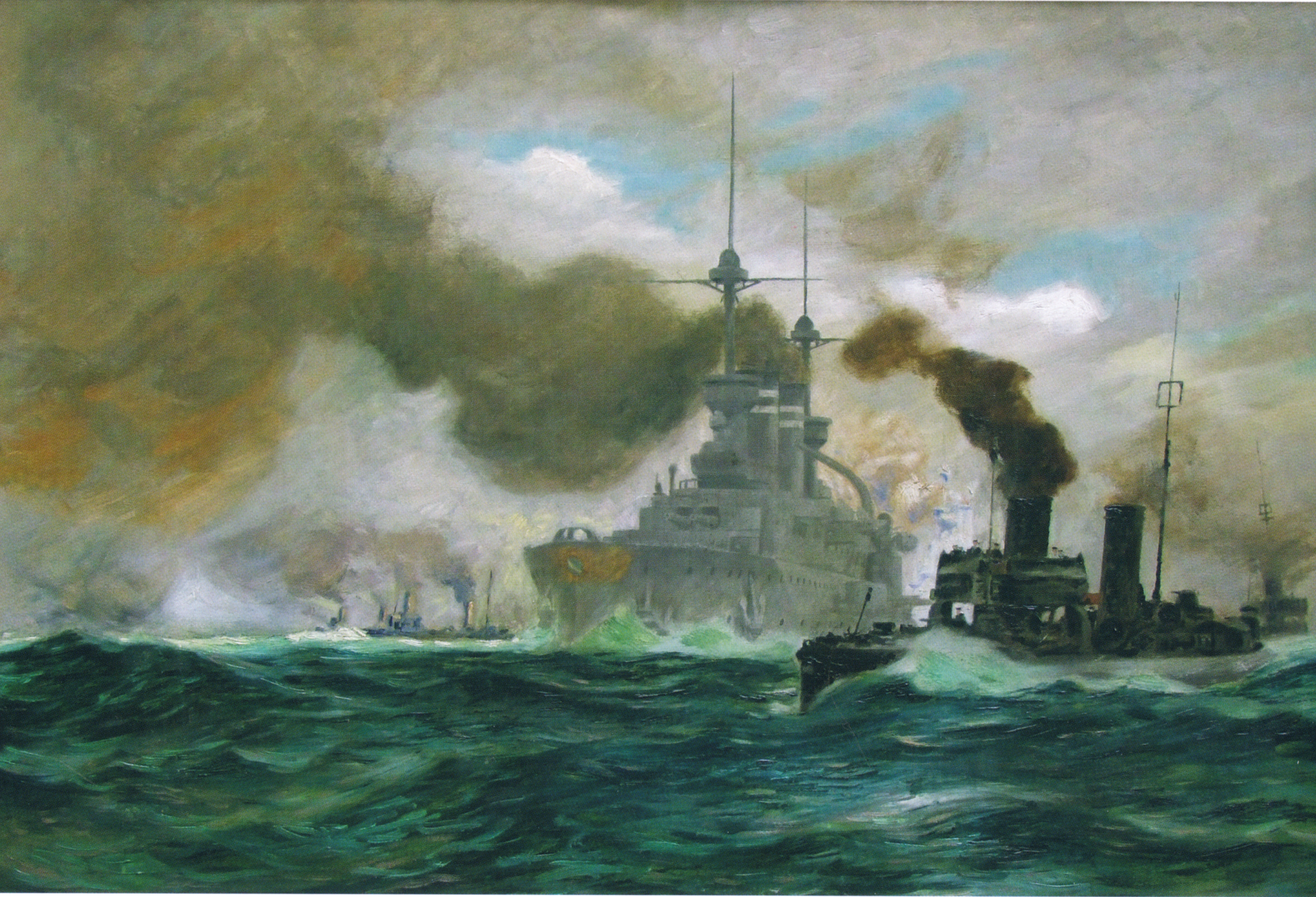
由弗里茨·斯托尔滕贝格所绘的策林根号参加演习场景

策林根号于1905年1月9－19日和2月27－3月6日期间随第一分舰队参加了两次训练巡航。随后是单舰和分舰队训练，重点为炮术操练。7月12日，舰队开始在北海进行大型的训练演习。它们继而巡航通过卡特加特海峡，先后在哥本哈根和斯德哥尔摩作停留。夏季巡航于8月9日结束，但通常在随后不久开始的秋季演习却因英国海峡舰队的到访而推迟了。英国舰队分别停靠于但泽、斯维内明德和弗伦斯堡，在当地受到了德国海军部队的欢迎；策林根号及德国舰队的主力为此则系泊于斯维内明德。在政治上，这次访问因不断升级的英德海军军备竞赛而变得紧张。由于英方的到访，1905年的秋季演习日程被大大缩短，从9月6日至13日止，并仅在北海进行。演习的第一阶段是假定德意志湾受到了海上封锁，第二阶段则是设想敌对舰队试图攻克易北河的防御力量。10月，第一分舰队在波罗的海进行了一次巡航。12月上旬，第一和第二分舰队展开例行冬季巡航，这次是去往但泽，并于12月12日抵达。在返回基尔的途中，舰队还进行了战术演练。
1906年，舰队承担了比往年更繁重的训练任务。这些舰艇于整个4月都在进行单舰、支队和分舰队训练。从5月13日开始，大规模的舰队操练在北海举行并一直持续至6月8日，然后进入波罗的海在斯卡恩周边巡航。7月中旬，舰队又开始了例行驶往挪威的夏季巡航。它们于8月3日出席了挪威国王哈康七世的诞辰庆典。翌日，德国舰只出发前往黑尔戈兰岛，参加在那里举行的演练。8月15日，舰队返回基尔，开始为秋季演习作准备。8月22－24日，舰队在基尔外围的埃肯峡湾参加了登陆演习。演习于8月31日暂停，当时舰队接待了来自丹麦和瑞典的军舰，这些舰只于9月3日才离开。同一天，一支俄国分舰队也访问基尔，在那里一直停留到9月9日。演习于9月8日恢复，并持续多五天。随后，策林根号参加了12月8日至16日在卡特加特和斯卡格拉克海峡波澜不惊的冬季巡航。
1907年第一季度遵循了往年的训练模式，惟在2月16日，活动舰队正式更改称号为公海舰队。从5月底至6月初，舰队继续在北海进行夏季巡航，然后经由卡特加特海峡返回波罗的海。接下来是从7月12日至8月10日驶往挪威的例行巡航。在8月26日至9月6日的秋季演习中，舰队与陆军第九军在石勒苏益格北部进行了联合登陆演习。冬季训练巡航于11月22－30日驶入卡特加特海峡。1908年5月，舰队以进入大西洋的大型巡航取代了常规的北海之旅，期间在亚速尔群岛的奥尔塔作停留。8月13日，舰队返回基尔，为8月27日至9月7日的秋季演习做准备。在波罗的海的支队训练紧随其后于9月7－13日进行。1909年2月，策林根号临时在波罗的海西部的港口被用作疏通航道的破冰船。
1910年对于策林根号同样波澜不惊，它参与了与往年相同线路的训练演习和巡航。同年9月21日，该舰退役，其船员被转移至不久前才完工的新式无畏舰莱茵兰号。策林根号随后被搁置在北海的预备役支队，但该部队于1912年5月12日解散，其所属舰船又被转移至波罗的海预备役支队。因此在5月9日至12日，策林根号曾临时启用，以转移至基尔。同年晚些时候，即8月14日到9月28日，该舰再次重返现役，作为第三分舰队的一份子参加了年度舰队演习。在9月4日的演习中，策林根号意外撞沉了G-171号鱼雷艇，造成后者艇上的7名官兵丧生。策林根号在演习结束后再度退役，直到1914年8月第一次世界大战爆发时才重新启用。

### 第一次世界大战

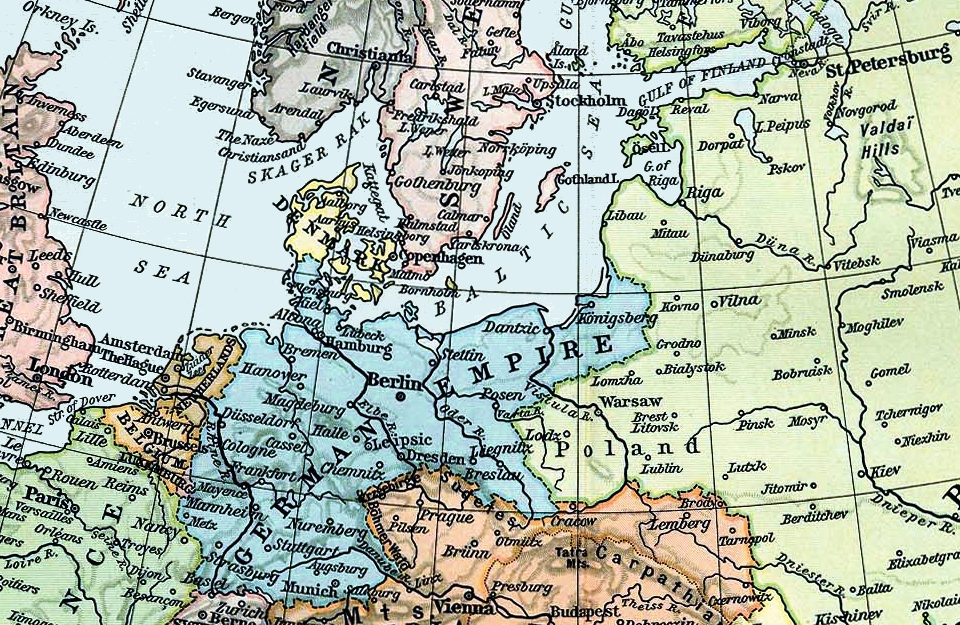
1911年的北海及波罗的海全图

第一次世界大战爆发时，策林根号连同其四艘姊妹舰以及阿尔萨斯号和不伦瑞克号战列舰一起被动员至第四战列分舰队，受海军中将埃哈德·施密特指挥。该分舰队由第七和第八支队组成，策林根号被编入前者。1914年8月26日，这些舰只受命前往营救在波罗的海东部的奧斯穆斯島附近搁浅而受困的小巡洋舰马格德堡号。然而在救援部队到达之前，舰上的船员于8月28日便已被迫引爆炸药凿沉了马格德堡号。结果，策林根号及分舰队余部当天只得退回至博恩霍姆島。
自1914年9月3日开始，第四分舰队在大巡洋舰布吕歇尔号的协助下，进入波罗的海进行扫荡。这次行动一直持续至9月9日，未能引诱俄国海军部队投入战斗。两天后，这些舰只被转移至北海，但它们仅在那里作短暂停留，于9月20日又返回波罗的海。该分舰队在9月22－26日间对波罗的海东部进行了一次扫荡，试图寻找并摧毁俄国军舰，同样无功而返。从1914年12月4日至1915年4月2日，第四分舰队的舰只被派往德国的北海沿岸担当海岸防御任务，以防止英国皇家海军的入侵。
德意志帝国陆军请求海军为其针对俄国的作战行动提供协助；海因里希亲王作为波罗的海海军力量的最高指挥官，将第四战列分舰队第七支队、第四侦察集群以及波罗的海舰队的鱼雷艇都提供给了这个行动。1915年5月6日，第四分舰队奉命支援对利鲍的进攻。策林根号及其僚舰驻扎于哥得兰岛外围，以拦截任何可能试图干预登陆的俄国巡洋舰；然而俄国人却没有这样做。当第四侦察集群的巡洋舰于哥得兰岛外围遭遇俄国巡洋舰后，第七支队的舰只展开了重新部署，为小巡洋舰但泽号架设起虚构的第三座烟囱，共同伪装成更强大的不伦瑞克级战列舰。这些舰只于5月9日推进至乌托岛，翌日又来到科帕斯滕纳尔纳，但那时俄国巡洋舰已经撤离了。当天晚些时候，英国潜艇E1号和E9号发现了第四分舰队，却因距离太远而无法实施攻击。
从5月27日至7月4日，策林根号回到北海，在亚德河、埃姆斯河和易北河的河口巡逻。在此期间，海军参谋本部意识到，老旧的维特尔斯巴赫级舰只在针对英国皇家海军的行动中毫无用处，但可以有效地在波罗的海用于对抗弱得多的俄国军队。因此，这些战列舰在7月被调回波罗的海，于7日离开基尔驶向但泽。7月10日，它们连同第八鱼雷艇区舰队的舰艇一起继续向东往诺伊法瓦泽进发。第四分舰队于7月12日进行了一次佯动出击，至7月21日返回但泽，期间没有遇到俄国军队。
接下来的一个月，海军参谋本部开始在里加湾开展行动，以支援陆军正在发动的戈爾利采－塔爾努夫攻勢。波罗的海海军部队得到了公海舰队重要骨干的增援，包括有第一战列分舰队、第一侦察集群、第二侦察集群以及第二鱼雷艇区舰队。海因里希亲王计划以施密特的舰只强行进入湾区并摧毁在里加的俄国军舰，而公海舰队的重型部队将会在北部巡逻，以拦截任何可能试图干扰行动的俄国波罗的海舰队。德国人于8月8日发动进攻，引发里加湾海战。扫雷艇在战列舰不伦瑞克号及阿尔萨斯号的掩护下，试图于伊尔别海峡清理出一条通道，而策林根号和分舰队余部则停留在海峡之外。但在俄国战列舰光荣号袭击了海峡内的德国人后，迫使它们撤退。行动中，小巡洋舰忒提斯号和鱼雷艇S-144号触雷受损，而T-52号和T-58号鱼雷艇更是触雷沉没。施密特撤回其部队以补充燃料，海因里希亲王则考虑是否发动另一次攻击，因为那时德国陆军向里加的推进已经明显停滞了。尽管如此，海因里希亲王还是决定第二次强突海峡，但这次是由第一分舰队的两艘无畏舰负责掩护扫雷舰。策林根号因此被留在了利鲍。
9月9日，策林根号及其四艘姊妹舰出击，试图在哥得兰岛周边找出俄国军舰，但两天后便返回港口，没有与任何对手交战。至战争的这一节点，海军在更重要舰船的人员配置上遇到困难。此外，来自波罗的海的潜艇威胁也迫使德国海军决心将年迈的维特尔斯巴赫级舰只撤出现役。11月10日，策林根号和第四分舰队的其它大多数舰只离开利鲍前往基尔；翌日抵达后，它们被编入波罗的海的预备役支队，受海军少将瓦尔特·恩格尔哈特指挥。这些舰只都驻泊在基尔的席尔克塞。1916年1月31日，预备役支队解散，原属各舰亦分散执行各种辅助任务。
策林根号最初在基尔被用作训练舰。1917年，该舰改作训练司炉兵，但不久又充当为一艘靶舰，供鱼雷艇和老式铁甲舰符腾堡号使用。此后，帝国海军考虑用策林根号替换当时被用作炮术训练舰的大巡洋舰奥古斯塔皇后号，并于1918年7月22日开始对其进行改装。然而，维修和改装工程直至战争结束都未能完成。策林根号被留在了德国，于同年12月13日退役。

### 国家海军及战争海军
一战结束后，根据《凡尔赛条约》第181条的规定，策林根号及其姊妹舰被解除武装。这将允许经过重组的魏玛国家海军保留这些舰只作为辅助用途。因此，策林根号于1920年3月11日正式从海军序列中除籍并解除武装。它随即在威廉港充当废船直至1926年。那一年，国家海军决定将策林根号改造成一艘无线电控制的靶舰，类似于皇家海军和美国海军所使用的的舰艇。改造工作一直持续到1928年。
该舰对轮机系统进行了大修；原三轴布局被两台直列三缸的三胀发动机所取代。它们由两台海军燃油式水管锅炉供应蒸汽。该系统被设计为可通过无线电报远程操作，接收器位于舰只深处的在重型装甲保护之下，因此不会受到火炮的破坏。新推进装置的最高速度为13.5節（25.0每小時）。其舰艛部分也被削减，移除了所有无关的结构，舰体接受了广泛的改装。水密分区显著增加，舰体开口被密封，舰内填充了约1,700吨木栓。改造完成后，策林根号的排水量为11,800吨。在不作标靶使用时，该舰可配备67名船员进行操作。S-141号鱼雷艇则被改装为策林根号的控制舰，并重命名为“闪电号”（Blitz）。它后来被V-185号所取代，同样更名为闪电号。
策林根号于1928年8月28日参加了其首次炮术训练项目，由聯邦大總統保罗·冯·兴登堡主持开训仪式。在演练期间，由阿尔萨斯号战列舰向策林根号开火。在接下来的十六年间，它与老式战列舰黑森号一起，先后担任国家海军和战争海军的靶舰。这段时期的实践表明，原本为了在舰体出现重大缺口时帮助舰只保持浮力而装填的木栓是一个糟糕的选择，因为它很容易着火。舰只推进系统的修改也被证明是一个错误，因为舰只的速度太低，阻碍了其机动性能。这些经验对黑森号的改装造成了影响，以至于当后者在1930年代中期接受改装时，这两个错误都没有重复。
策林根号在第二次世界大战期间继续服役，最初是驻扎在威廉港。1942年8月1日，策林根号、黑森号和它们的无线电控制舰被编入舰炮监察局。1944年12月18日，老旧的策林根号在英国空袭戈滕哈芬时被炸弹击中并沉没在浅水。它于1945年3月26日被临时打捞出水并拖到港湾入口，在那里被再度凿沉以阻塞港口。舰只残骸自1949年开始原地拆解；工作一直持续到1950年完成。

## 延伸阅读
- Koop, Gerhard & Schmolke, Klaus-Peter. . Bonn: Bernard & Graefe Verlag. 2001. ISBN 978-3-7637-6211-8.
- Scheer, Reinhard. . London: Cassell and Company. 1920. OCLC 2765294.